# Murray (Iowa)
Pour les articles homonymes, voir Murray.
Murray est une ville du comté de Clarke, en Iowa, aux États-Unis. Elle est incorporée le 21 octobre 1880. La ville est fondée en 1868, lors de la construction, dans la région,  de la ligne Chicago, Burlington and Quincy Railroad.

## Source de la traduction
- (en) Cet article est partiellement ou en totalité issu de l’article de Wikipédia en anglais intitulé « Murray, Iowa » (voir la liste des auteurs).